# 시이나 노부유키
시이나 노부유키(일본어: 椎名 伸志, 1991년 10월 15일 ~ )는 일본의 축구 선수이다. 현재 J3리그의 카탈레 도야마에서 뛰고 있다.

## 구단 경력
그는 2014년부터 J리그의 마쓰모토 야마가 FC, 카탈레 도야마에서 뛰었다.